# Technico commercial
Le technico-commercial est un salarié de la force de vente qui possède, comme son nom l'indique une double compétence, technique et commerciale.

## Rôle
Présent dans de nombreuses et diverses entreprises, ce professionnel de la vente prospecte (recherche de nouveaux clients), fidélise et dynamise son portefeuille de clients.
Sa spécificité, qui le différencie du commercial standard qui vend, se situe sur sa compétence technique qui lui permet en plus d'expliquer (grâce aux études qu'il a suivies), le fonctionnement du produit.
Un commercial standard trouve des avantages pour le client, afin de le convaincre d'acheter le produit qu'il essaye de lui vendre, tandis qu'un technico-commercial, en plus de promouvoir le produit, a la capacité de le définir avec exactitude, en fonction des besoins, ainsi que d'expliquer de façon approfondie les avantages techniques liés à son utilisation.
Exemple :
- Un commercial qui vend des assurances ou des aspirateurs, essaie de convaincre son client lui faisant valoir des avantages supposés que le futur client pourrait obtenir en achetant son produit.
- Un technico-commercial qui vend un médicament ou un système informatique pour voiture (à des industries chimiques ou à des industriels) sait, en plus, expliquer le fonctionnement — scientifique — de son produit.

Le technico-commercial travaille dans des entreprises qui nécessitent un personnel qualifié, apte à répondre aux attentes techniques pointues du client, souvent un professionnel (vente de professionnel à professionnel, appelée B to B).
Il existe deux sortes de technico-commerciaux : les sédentaires qui restent au bureau et travaillent par téléphone ou internet, et les itinérants qui vont à la rencontre des clients.

## Formation
Le technico-commercial a une formation technique et commerciale, souvent acquise par le biais d'un bac STI2D puis d'un Brevet de technicien supérieur Technico-commercial ou tout autre BTS (Conception de Produits Industriels, par exemple) permettant d'avoir des compétences techniques dans un domaine.
Cette formation peut éventuellement être complétée par une licence professionnelle technico-commerciale pour assurer un niveau bac+3, reconnu au niveau international.

## Salaire
Le salaire moyen du technico-commercial est de 44 000 euros bruts annuels, dont 13 000 euros variables.